# Landkreis Stade
Landkreis Stade is een Landkreis in het noorden van de deelstaat Nedersaksen. In het westen grenst het aan de rivier de Oste gevolgd door de Landkreis Cuxhaven, in het oosten aan de deelstaat Hamburg, in het zuidoosten aan de Landkreis Harburg en in het zuidwesten aan de Landkreis Rotenburg (Wümme). In het noorden vormt de Elbe de natuurlijke grens met de in Sleeswijk-Holstein gelegen Kreisen Steinburg en Pinneberg).  
De Landkreis telt 205.357 inwoners (31 december 2020) op een oppervlakte van 1.267,40 km². Op 31 december 2020 had 9,73% van de inwoners een niet-Duits staatsburgerschap (19.980 niet-Duitsers) en hadden 345 inwoners het Nederlandse staatsburgerschap. 

## Geografie
De noordoostelijke grens wordt gevormd door de Elbe. Tot Stade behoort de landstreek Altes Land. Door de Landkreis stromen enkele kleinere rivieren zoals de Schwinge, de Este en de Lühe.

## Economie
De bewoners van het district leven hoofdzakelijk van de fruitteelt of zijn pendelaars naar het naburige Hamburg. Het aantal transportondernemingen in het district ligt boven het Duits gemiddelde.
Bedrijven zoals Dow Chemical, Hydro Aluminium, AOS, Airbus of de elektriciteitsproducent E.ON bieden werk aan een groot deel van de bevolking. De landstreek Altes Land zet sterk in op toerisme en is hierbij succesvol.
Door de landstreek loopt een bewegwijzerde toeristische route van 250 kilometer tussen Kiel en Bremervörde waarmee allerlei maritieme bezienswaardigheden verbonden worden. De route is geopend in 2004.
Volgens het economisch magazine "Focus Money" is Stade een van de sterkste economische gebieden van Nedersaksen, en daarmee vergelijkbaar met Wolfsburg (Volkswagen), Salzgitter (Salzgitter Stahl) of het Emsland met de scheepswerf Meyer Werft. In een vergelijking over geheel Duitsland staat de regio op een 24e plaats van de economisch sterkste regio's. Stade is over de weg, per trein en schip bereikbaar.

## Verkeer
Door de Bundesstraße 73 is Stade relatief goed met de deelstaat Hamburg verbonden. Door de bouw van de Bundesautobahn 26 wordt een directe verbinding met de Bundesautobahn 7 in Hamburg-Moorburg gerealiseerd. Met het nog in de planningsfase verkerende deel van de Bundesautobahn 20 bij Stade wordt een nieuwe mogelijkheid de Elbe over te steken. De A 20 zal zich van de A 22 afsplitsen en naar Cuxhaven lopen.
Stade beschikt over een groot aantal stations, waarvan een groot deel is aangesloten op het spoortraject (Duits: Kursbuchstrecke) 121 van de Deutsche Bahn. Een ander deel is aangesloten op het traject 122 van de Eisenbahnen und Verkehrsbetriebe Elbe-Weser (KBS 122 loopt van Bremerhaven naar Hamburg). Sinds 12 december 2004 behoort de Landkreis tot de tariefregio Hamburger Verkehrsverbund, wat leidde tot zeer gunstige tarieven voor bus en trein. De bedoeling hiervan is dat mensen hun auto vaker laten staan en per openbaar vervoer gaan reizen.
De industrie in Stade kan gebruikmaken van het goederenstation Brunshausen in het stadsdeel Stade-Brunshausen. Dit station wordt hoofdzakelijk gebruikt door Dow Chemical en twee grote transportondernemingen. In de nabije toekomst wordt in Stade naast de al bestaande stukgoedhaven een containerterminal bij Stadersand gebouwd, waardoor de aldaar gevestigde industrieën een nog betere aansluiting met de afzetmarkten verkrijgen.
Na de sluiting van de kerncentrale Stade vinden nu voorbereidingen plaats voor de bouw van een kolencentrale, de bouw hiervan was verbonden met de uitbreiding van de Stukgoedhaven.

## Politiek
De Kreistag van de Landkreis Stade telt 58 gekozen leden én de Landraad die ambtshalve lid is. Sinds de verkiezingen van september 2016 is de zetelverdeling:
| Partij                | Zetels |
| --------------------- | ------ |
| CDU                   | 20     |
| SPD                   | 16     |
| Freie Wähler          | 6      |
| Bündnis 90/Die Grünen | 6      |
| AfD                   | 5      |
| FDP                   | 2      |
| Die Linke             | 2      |
| Piraten               | 1      |

## Geschiedenis
Het huidige Landkreis Stade is in 1932 ontstaan door fusie van de tot dan toe zelfstandige Landkreisen Jork, Land Kehdingen en Stade. Sindsdien zijn de grenzen van de Landkreis nagenoeg onveranderd gebleven.

## Steden en gemeenten
In 2005 is er een bestuurshervorming in Nedersaksen doorgevoerd. Hierbij is het verschil tussen steden en (vrije) gemeenten komen te vervallen. Deze worden vanaf die tijd aangeduid met de term eenheidsgemeenten. Een eenheidsgemeente wil zeggen dat de gemeente alle gemeentelijke taken zelfstandig uitvoert. Daarnaast bestaan er ook samtgemeinden en deelnemende gemeenten (Mitgliedsgemeinden). Een samtgemeinde voert voor een aantal Mitgliedsgemeinden een aantal of alle gemeentelijke taken uit. In Stade liggen 4 eenheidsgemeenten en 7 samtgemeinden. Het bestaat uit de volgende gemeenten:
| Eenheidsgemeenten: - 1. Buxtehude - 2. Drochtersen - 3. Jork - 4. Stade Samtgemeinden met de deelnemende gemeenten: - 1. Samtgemeinde Apensen 1. Apensen* 2. Beckdorf 3. Sauensiek - 2. Samtgemeinde Fredenbeck 1. Deinste 2. Fredenbeck* 3. Kutenholz | Gemeenten en samtgemeinden van het district Stade | Gemeenten en samtgemeinden van het district Stade |
| - 3. Samtgemeinde Harsefeld 1. Ahlerstedt 2. Bargstedt 3. Brest 4. Harsefeld* - 4. Samtgemeinde Horneburg 1. Agathenburg 2. Bliedersdorf 3. Dollern 4. Horneburg* 5. Nottensdorf                                                                       | - 5. Samtgemeinde Lühe 1. Grünendeich 2. Guderhandviertel 3. Hollern-Twielenfleth 4. Mittelnkirchen 5. Neuenkirchen 6. Steinkirchen* - 6. Samtgemeinde Nordkehdingen 1. Balje 2. Freiburg (Elbe)* 3. Krummendeich 4. Oederquart 5. Wischhafen | - 7. Samtgemeinde Oldendorf-Himmelpforten 1. Burweg 2. Düdenbüttel 3. Engelschoff 4. Estorf 5. Großenwörden 6. Hammah 7. Heinbockel 8. Himmelpforten* 9. Kranenburg 10. Oldendorf* |

De hoofdplaats van de Samtgemeinde is gemarkeerd met een *

## Bevolkingsontwikkeling
| Datum      |               | Inwoners |        | Buitenlanders | Buitenlanders | Buitenlanders | Buitenlanders |
| Datum      | Totaal        | Inwoners | %      |               | Nederlanders  |               |               |
| ---------- | ------------- | -------- | ------ | ------------- | ------------- | ------------- | ------------- |
| 31.12.2022 |               | 210.306  |        |               |               |               |               |
| 31.12.2021 | 206.496       | 20.585   | 9,97%  | 345           |               |               |               |
| 31.12.2020 | 205.357       | 19.980   | 9,73%  | 345           |               |               |               |
| 31.12.2019 | 204.512       | 19.385   | 9,48%  | 350           |               |               |               |
| 31.12.2018 | 203.102       | 18.555   | 9,14%  | 345           |               |               |               |
| 31.12.2017 | 201.887       | 17.280   | 8,56%  | 350           |               |               |               |
| 31.12.2016 | 201.638       | 16.345   | 8,11%  | 330           |               |               |               |
| 31.12.2015 | 200.054       | 14.684   | 7,34%  | 314           |               |               |               |
| 31.12.2014 | 197.448       | 11.524   | 5,84%  | 313           |               |               |               |
| 31.12.2013 | 196.516       | 10.570   | 5,38%  | 310           |               |               |               |
| 31.12.2012 | 195.779       | 9.454    | 4,83%  | 313           |               |               |               |
| 31.12.2011 | 195.606       | 8.854    | 4,53%  | 309           |               |               |               |
| 31.12.2010 | 197.132       | 8.248    | 4,18%  | 311           |               |               |               |
| 31.12.2009 | 196.952       | 8.139    | 4,13%  | 315           |               |               |               |
| 31.12.2008 | 196.891       | 8.070    | 4,1%   | 320           |               |               |               |
| 31.12.2007 | 197.091       | 7.999    | 4,06%  | 312           |               |               |               |
| 31.12.2006 | 197.122       | 7.920    | 4,02%  | 301           |               |               |               |
| 31.12.2005 | 196.475       | 8.004    | 4,07%  | 309           |               |               |               |
| 31.12.2004 | 195.727       | 8.019    | 4,1%   | 304           |               |               |               |
| 31.12.2003 | 195.098       | 8.218    | 4,21%  | 308           |               |               |               |
| 31.12.2002 | 193.956       | 8.212    | 4,23%  | 308           |               |               |               |
| 31.12.2001 | 192.973       | 8.106    | 4,2%   | 308           |               |               |               |
| 31.12.2000 | 191.690       | 7.907    | 4,12%  | 302           |               |               |               |
| 31.12.1999 | 190.729       | 8.255    | 4,33%  | 321           |               |               |               |
| 31.12.1998 | 189.239       | 8.386    | 4,43%  | 328           |               |               |               |
| 31.12.1997 | 187.338       | 8.940    | 4,77%  | 321           |               |               |               |
| 31.12.1996 | 185.553       | 9.358    | 10,94% | 327           |               |               |               |
| 31.12.1995 | 183.728       | 9.298    | 5,06%  | 334           |               |               |               |
| 31.12.1994 | 180.369       | 8.689    | 4,82%  | 341           |               |               |               |
| 31.12.1993 | 177.693       | 8.471    | 4,77%  | 330           |               |               |               |
| 31.12.1992 | 175.085       | 7.980    | 4,56%  | 334           |               |               |               |
| 31.12.1991 | 172.227       | 6.717    | 3,9%   | 325           |               |               |               |
| 31.12.1990 | 169.414       | 6.061    | 3,58%  | 324           |               |               |               |
| 31.12.1989 | 166.539       |          |        |               |               |               |               |
| 31.12.1988 | 164.535       |          |        |               |               |               |               |
| 31.12.1987 | 163.755       | 4.720    | 2,88%  |               |               |               |               |
| 31.12.1986 | 168.797       | 4.561    | 2,7%   |               |               |               |               |
| 31.12.1985 | 168.330       | 4.399    | 2,61%  |               |               |               |               |
| 31.12.1984 | 168.031       | 4.372    | 2,6%   |               |               |               |               |
| 31.12.1983 | 167.588       | 4.535    | 2,71%  |               |               |               |               |
| 31.12.1982 | 167.243       | 4.628    | 2,77%  |               |               |               |               |
| 31.12.1981 | 166.624       | 4.533    | 2,72%  |               |               |               |               |
| 31.12.1980 | 164.857       | 4.112    | 2,49%  |               |               |               |               |
| 31.12.1979 | 162.696       | 3.864    | 2,37%  |               |               |               |               |
| 31.12.1978 | 160.462       | 3.511    | 2,19%  |               |               |               |               |
| 31.12.1977 | 158.753       |          |        |               |               |               |               |
| 31.12.1976 | 156.677       |          |        |               |               |               |               |
| 31.12.1975 | 155.377       |          |        |               |               |               |               |
| 31.12.1974 | 154.231       |          |        |               |               |               |               |
| 31.12.1973 | 152.851       |          |        |               |               |               |               |
| 31.12.1972 | 149.458       |          |        |               |               |               |               |
| 31.12.1971 | 146.979       |          |        |               |               |               |               |
| 31.12.1970 | 144.103       |          |        |               |               |               |               |
| 31.12.1969 | 142.185       |          |        |               |               |               |               |
| 31.12.1968 | 140.438       |          |        |               |               |               |               |
| Datum      |               | Inwoners |        | Totaal        | %             |               | Nederlanders  |
| Datum      | Buitenlanders | Inwoners |        |               |               |               |               |

1. 1 2  Vanwege geheimhoudingsredenen (§ 16 Bundesstatistikgesetz) worden de statistieken van buitenlanders vanaf 2016 alleen nog maar afgerond weergegeven (veelvoud van vijf).

Zie ook: Lijst van Landkreise en kreisfreie steden in Nedersaksen
Agathenburg · 
Ahlerstedt · 
Apensen · 
Balje · 
Bargstedt · 
Beckdorf · 
Bliedersdorf · 
Brest · 
Burweg · 
Buxtehude · 
Deinste · 
Dollern · 
Drochtersen · 
Düdenbüttel · 
Engelschoff · 
Estorf · 
Fredenbeck · 
Freiburg (Elbe) · 
Großenwörden · 
Grünendeich · 
Guderhandviertel · 
Hammah · 
Harsefeld · 
Heinbockel · 
Himmelpforten · 
Hollern-Twielenfleth · 
Horneburg · 
Jork · 
Kranenburg · 
Krummendeich · 
Kutenholz · 
Mittelnkirchen · 
Neuenkirchen · 
Nottensdorf · 
Oederquart · 
Oldendorf · 
Sauensiek · 
Stade · 
Steinkirchen · 
Wischhafen